# 平井村 (愛知県西加茂郡)
平井村（ひらいむら）は、愛知県西加茂郡にあった村。現在の豊田市の一部にあたる。集落は北から上切（古鼠）、中切（百々）、下切（平井本郷）に分かれていた。

## 地理
矢作川の左岸、挙母盆地の東北部に位置し、南部を市木川が西流していた。

## 歴史
- 1880年（明治13年）平井郵便局開設[2]。
- 1884年（明治17年）近隣9か村が第18組戸長管区となり、当村百々に戸長連合役場を設置[2]。
- 1889年（明治22年）10月1日、町村制の施行により、西加茂郡平井村が単独で村制施行し、平井村が発足[1][2]。大字は編成せず[2]。七重村、四谷村と組合村を結成[2]。組合村役場を当村に設置[2]。
- 1906年（明治39年）7月1日、西加茂郡益富村、野見村、寺部村、渋川村、上野山村、市木村、四谷村（一部）と合併し、高橋村を新設して廃止された[1][2]。合併後、高橋村平井となる[2]。

### 地名の由来
ひら（平）地で湧き水（井）がある地形のため。

## 産業
- 農業、商業[2]

## 教育
- 1872年（明治5年）平井郷学校が東光院に開校[2]。